# Cars on the Road
Cars on the Road (Cars: Aventuras en el camino en Hispanoamérica y Cars: En la carretera en España) es una serie de televisión animada estadounidense producida por Pixar  para el servicio de streaming Disney+ basada en las películas de Cars, y sigue la historia de vehículos parlantes antropomórficos. El elenco principal incluye a Owen Wilson como Rayo McQueen y Larry the Cable Guy como Mate. Se estrenó el 8 de septiembre de 2022 en Disney+. La serie está escrita por Steve Purcell y producida por Marc Sondheimer y Pete Docter.

## Sinopsis
La serie sigue a Rayo McQueen y su mejor amigo Mate en un viaje por carretera a través de todo Estados Unidos hasta llegar a la boda de la hermana de Mate. Los episodios muestran a los personajes en diferentes escenarios; por ejemplo, siendo perseguidos por una camioneta que supone ser pie grande en este universo, visitar un parque temático de autos Dinosaurio, o ser partícipes de un espectáculo de circo.

## Reparto
- Owen Wilson como Rayo McQueen[4]
- Larry the Cable Guy como Mate[4]
- Bonnie Hunt como Sally Carrera
- Tony Shalhoub como Luigi
- Guido Quaroni como Guido
- Lloyd Sherr como Fillmore
- Cheech Marin como Ramón
- Jenifer Lewis como Flo
- Cristela Alonso como Cruz Ramírez
- Quinta Brunson como Ivy[7]

## Episodios
| N.º | Título                                                    | Dirigido por  | Fecha de lanzamiento original |
| --- | --------------------------------------------------------- | ------------- | ----------------------------- |
| 1 | «Parque de dinosaurios» (en inglés: Dino Park)            | Steve Purcell | 8 de septiembre de 2022       |
| Mate informa a sus amigos de Radiator Springs que dejará la ciudad durante unos días para asistir a la boda de su hermana, Mato. Rayo McQueen se ofrece a acompañarlo y los dos se van de viaje a la boda. Ante la insistencia de Rayo, los dos se detienen en un museo de dinosaurios, donde Mate está asustado por las estatuas de dinosaurios. Mate se queda dormido y sueña con él y Rayo como dinosaurios, siendo atacados por otros dinosaurios. Más tarde se despierta, ya sin miedo gracias a su sueño, antes de salir del parque con Rayo. |                                                           |               |                               |
| 2 | «lights Out» (en inglés: Apagar las luces)                | Steve Purcell | 8 de septiembre de 2022       |
| Cuando se avecina una tormenta, Rayo y Mate llegan a un hotel espeluznante, donde los recibe un empleado espeluznante. Mater expresa miedo al hotel, pero Lightning le asegura que no se asuste. Esa noche, mientras Mater duerme, Rayo explora el hotel y es perseguido por varios fantasmas en una secuencia que hace referencia a las escenas de The Shining y regresa a su habitación por la mañana, aterrorizado. Cuando el dúo sale del hotel, un fantasma se burla de la cámara |                                                           |               |                               |
| 3 | «Fiebre de sal» (en inglés: Salt Fever)                   | Steve Purcell | 8 de septiembre de 2022       |
| Rayo y Mate llegan a las salinas y se encuentran con corredores de velocidad terrestres. Un dúo de mecánicos toma a Mater y le agrega refuerzos. Mater procede a la carrera, yendo más lejos a medida que avanza hacia la preocupación de Lightning. De repente, los propulsores se desmoronan y Mater sale disparado por los aires. Experimenta una experiencia fuera del chasis, encontrándose con el alma de otro automóvil que murió a causa de las carreras de velocidad en tierra. Mater regresa a su cuerpo y usa su gancho para evitar que se estrelle. Tanto Lightning como Mater son bombardeados por otros autos irritados por los récords que este último estableció y huyen del área. |                                                           |               |                               |
| 4 | «La leyenda» (en inglés: The Legend)                      | Steve Purcell | 8 de septiembre de 2022       |
| Mientras acampa en una montaña, Mate se encuentra con un grupo de investigadores que buscan "pie grande" debido a supuestos avistamientos en la montaña. Después de que Mater acepta en nombre de él y Rayo unirse a ellos, el dúo acompaña al grupo en su búsqueda. Rayo es secuestrado por el supuesto "pie grande", quien descubre que en realidad es Ivy, un camión monstruo que se escapó a las montañas debido a que se sentía incómodo destrozando autos como una actuación. Mater los encuentra en la cabaña de Ivy y los dos acuerdan asustar a los investigadores haciéndose pasar por extraterrestres. A la mañana siguiente, Ivy se une al dúo en su viaje por carretera. |                                                           |               |                               |
| 5 | «Tiempo de la función» (en inglés: Show Time)             | Steve Purcell | 8 de septiembre de 2022       |
| Rayo, Mate y Ivy visitan un lavado de autos, donde limpian a los dos últimos. Más tarde, ven un circo ambulante, en el que Lightning duda en entrar debido a su miedo a los payasos. Los tres ven un programa, y luego se elige a Ivy para realizar un programa en el que aplasta autos, similar a sus programas anteriores. En lugar de aplastar los autos de abajo, Ivy baila sobre ellos, sorprendiendo a los demás con su talento. Ivy es invitada a quedarse en el circo mientras Lightning y Mater, dejando el circo, se despiden de ella. En una escena posterior a los créditos, un trabajador del lavado de autos escucha una canción en la radio y la toca. |                                                           |               |                               |
| 6 | «Camiones» (en inglés: Trucks)                            | Steve Purcell | 8 de septiembre de 2022       |
| En el camino, Mater expresa dudas sobre si es un camión o no, mientras Rayo lo anima a decir que es uno. Los dos se encuentran con una parada de descanso llena de camiones. Mientras Rayo mira alrededor de la tienda, todos los camiones llevan a Mate a un número musical donde cantan sobre su orgullo de ser camiones. Una vez terminado, Mater, más confiado, se va con Rayo, quien no está al tanto de la actuación. En una escena posterior a los créditos, Rayo tiene la canción metida en la cabeza, para sorpresa de Mater. |                                                           |               |                               |
| 7 | «Película B» (en inglés: B-Movie)                         | Steve Purcell | 8 de septiembre de 2022       |
| Mientras conducen por una ciudad, Rayo y Mate son testigos de la filmación de una zombie de ciencia ficción. El equipo se da cuenta de Rayo y decide elegirlo como ayudante, aunque la filmación sale mal debido a su mala actuación. Mientras tanto, Mater impresiona a la tripulación y se le asignan múltiples roles, para los celos de Lightning. Mater luego le explica a Lightning que no puede ser bueno en todo, lo que lo consuela. Al día siguiente, el dúo descubre que toda la historia fue reescrita para ser una musical, e Ivy ha sido elegida para el papel principal. Lightning y Mater, despedidos de la película, se alejan. |                                                           |               |                               |
| 8 | «Estruendosos de la carretera» (en inglés: Road Rumblers) | Steve Purcell | 8 de septiembre de 2022       |
| Mientras están en el camino, Rayo y Mate discuten, se encuentran con un campamento y son capturados por autos con púas adjuntas. Los dos se ven obligados a competir en Thundercone, una battle royal mortal en la que uno tiene que matar con éxito al otro, mientras evita las trampas colocadas alrededor de la arena del cono al revés en la que luchan los competidores. La competencia, sin embargo, es interrumpida por la llegada de autos con electricidad y energía solar. Jeremy, uno de los autos, explica que ambos lados solían ser un grupo de campamento antes de que surgieran los conflictos y se formaran las facciones. Rayo y Mate intentan disolver la pelea dando un discurso, pero fallan y los dos huyen, seguidos por Jeremy. En una parada de descanso, luego ven que ambos grupos de autos han hecho las paces.                |                                                           |               |                               |
| 9 | «Engancharse» (en inglés: Gettin’ Hitched)                | Steve Purcell | 8 de septiembre de 2022       |
| Rayo y Mate llegan a la boda de Mato en la casa de la infancia de Mater, donde Lightning descubre que Mater proviene de una familia adinerada y que el prometido de Mato es Mateo, el primo de su protegida, Cruz Ramírez. Rayo le confiesa a Cruz que se ha sentido incómodo con el viaje debido a sus experiencias. Mientras tanto, Mate y Mato se reencuentran, reavivando su rivalidad entre hermanos hasta que Cruz los ayuda a reconciliarse. En la boda, Mater da un discurso que le permite a Lightning aceptar sus experiencias y sugiere regresar a Radiator Springs por carretera en lugar de un avión como lo planeó. En una escena posterior a los créditos, Rayo se pregunta adónde fueron Mato y Mateo para su luna de miel, antes de que se muestre a la pareja en un laberinto de llantas, que Rayo y Mate habían visitado anteriormente. |                                                           |               |                               |

## Doblaje

### Doblaje de Hispanoamérica
Regresan algunas voces presentes en toda la franquicia; siendo el actor de doblaje Sergio Gutiérrez Coto la voz de Rayo McQueen en esta ocasión, ya que Kuno Becker solo lo dobla en las películas. César Bono no repite el papel de Mate, siendo reemplazado por César Filio, quien ya lo ha doblado en la segunda temporada de Cars Toons, y en algunos videojuegos como Cars 3: Driven to Win.
- Sergio Gutiérrez Coto como El Rayo McQueen
- César Filio como Mate
- Lourdes Arruti como Ivy
- Rosalba Sotelo como Sally Carrera
- Arturo Mercado Jr. como Luigi
- Edgar de Marte como Guido
- Eduardo Tejedo como Fillmore
- Héctor Lee como Sargento
- Beto Velez como Ramón
- Simone Brook como Flo
- Francisco 'Pancho' Colmenero como Sheriff
- Verónica Jaspeado como Cruz Ramírez

### Doblaje de España
algunas voces presentes en toda la franquicia; siendo el actor de doblaje Jesús Barreda la voz de Rayo McQueen en esta ocasión, ya que Guillermo Romero solo lo dobla en las películas.Carlos Kaniowsy no repite a Mate, por razones desconocidas siendo reemplazado por Iñaki Crespo.
José Escobosa repite su papel de Ramón, después de su reemplazo en el doblaje de Cars 3.
- Jesús Barreda como Rayo McQueen
- Iñaki Crespo como Mate
- Jara Luna como Ivy
- Sofía Heras como Mata
- Cristian Pinilla como Mateo
- Yolanda Mateos como Sally Carrera
- Antonio Villar como Luigi
- Fernando Cabrera como Guido
- Txema Moscoso como Filmore
- Isabel Donate como Flo
- José Escobosa como Ramón

## Producción
El 10 de diciembre de 2020, Pixar anunció en el Día del Inversionista de Disney que se estaba desarrollando una serie animada protagonizada por Rayo McQueen y Mate que viaja por el país mientras se encuentra con amigos, nuevos y viejos, y que se estrenará en Disney+ en el otoño de 2022. anunció que la serie está escrita por Steve Purcell y producida por Marc Sondheimer.
El 2 de junio de 2021, se especuló que los personajes de las películas derivadas de Cars, Planes y Planes: Fire & Rescue aparecerían en la serie; sin embargo, esto no sucedió. El 12 de noviembre de 2021, se anunció que el programa se titularía Cars on the Road y que Owen Wilson y Larry the Cable Guy volverían a interpretar sus respectivos papeles como McQueen y Mate. Tras el lanzamiento del tráiler, se reveló que Jake Monaco compuso la partitura de los 9 episodios.

## Premios y nominaciones

### 50ta Edición de losPremios Annie
| Año  | Categoría                                                                                | Nominado(a) | Resultado |
| ---- | ---------------------------------------------------------------------------------------- | --- | --------- |
| 2023 | Logro destacado por efectos animados en una producción animada de televisión/transmisión | Christopher Foreman, Elana Lederman, John Lockwood, Jae Jun Yi, Justin Ritter (por el episodio "Road Rumblers"/"Combatientes del camino" en Hispanoamérica) | Nominado  |

### 2da Edición de los Children's & FamilyEmmy Awards
| Año  | Categoría                                    | Nominado(a)                  | Resultado |
| ---- | -------------------------------------------- | ---------------------------- | --------- |
| 2023 | Edición excepcional para un programa animado | Jason Brodkey, Serena Warner | Nominado  |